# Кирхбаркау
Кирхбаркау (нем. Kirchbarkau) — община в Германии, в земле Шлезвиг-Гольштейн. 
Входит в состав района Плён. Подчиняется управлению Прец-Ланд.  Население составляет 735 человек (на 31 декабря 2010 года). Занимает площадь 2,16 км².